# Ракита, Дмитрий Романович

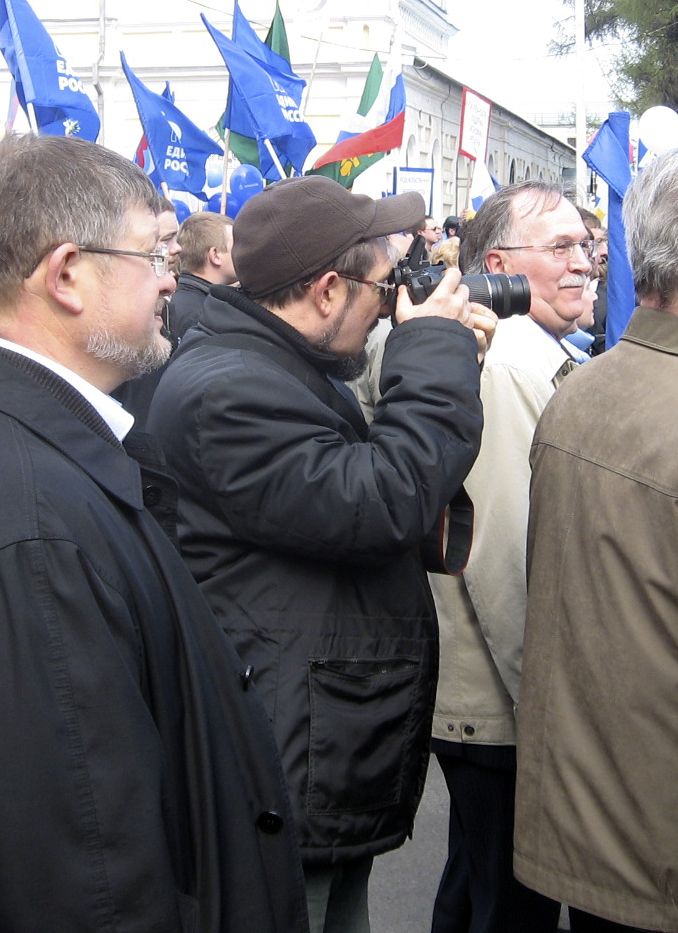
Д. Р. Ракита на первомайской демонстрации 2009 года

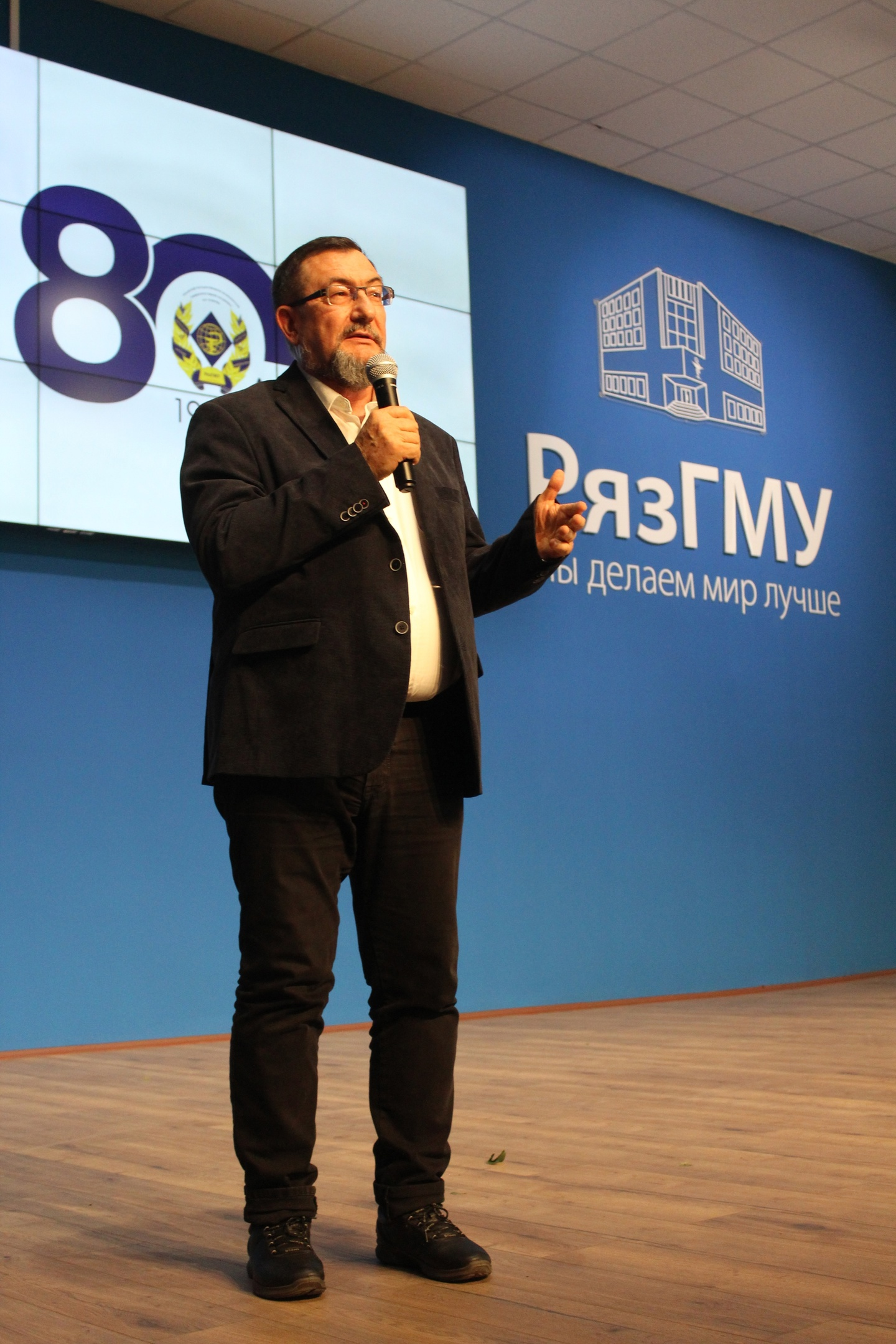
выступление в день 80-ти летия РязГМУ

Дмитрий Романович Ракита (родился 21 сентября 1955 года в Рязани) — российский медик. Доктор наук, профессор. С 2008 по 2011 гг. ректор Рязанского государственного медицинского университета имени академика И. П. Павлова.

## Биография
Родился в семье потомственных врачей. Его родители Роман (Рува) Давыдович Ракита и Мария Дмитриевна Попкова после Великой Отечественной войны поступили в третий московский медицинский институт. В 1950 году ВУЗ был переведён в Рязань, где родители Дмитрия и закончили своё образование. Роман Давыдович работал главврачом Рязанской ЦРБ, а Мария Дмитриевна стала известным в городе врачом акушером-гинекологом.
В 1973 году поступил на лечебный факультет РязГМУ, по окончании которого в 1979 году получил диплом по специальности «Лечебное дело».
Затем в течение двух лет был клиническим ординатором кафедры факультетской терапии, а с 1981 по 1984 годы — очным аспирантом той же кафедры. С 1984 по 1993 работал здесь ассистентом, с 1993 по 2000 годы — доцентом. В 1999 году защитил диссертацию на соискание ученой степени доктора медицинских наук «Свободно радикальный статус в клинике внутренних болезней и возможность её коррекции». В 2000 году стал профессором кафедры факультетской терапии с курсом функциональной диагностики, а с 2004 по 2006 год был её заведующим. В 2006 году после конфликта с ректором РязГМУ В. Г. Макаровой уехал в Москву, где около года работал главным научным сотрудником Института клинической фармакологии и профессором кафедры клинической фармакологии и пропедевтики внутренних болезней Московской медицинской академии.
После снятия в 2007 году Макаровой с должности ректора вернулся в Рязань, где вновь возглавил кафедру факультетской терапии и одновременно исполнял обязанности ректора. В апреле 2008 года Д. Р. Ракита был утверждён в должности ректора Рязанской государственного университета имени академика И. П. Павлова. В январе 2011 года снят с занимаемой должности — 26 января контракт с Д. Р. Ракитой как ректором университета был расторгнут.
Участник Международной конференции «Пчеловодство — XXI век. Пчеловодство, апитерапия и качество жизни», состоявшейся в 2010 г. в Международной промышленной академии.
Являлся председателем РязООО «Общество апитерапевтов».
С июля 2011 года возглавляет Рязанский областной клинический кардиологический диспансер, главный врач.
Врач-терапевт высшей квалификационной категории.
Беспартийный. Является действительным членом Европейского респираторного общества, международных пульмонологических организаций GOLD, GINA, ICC.
В 2008 году награждён Почетной грамотой Министерства здравоохранения и социального развития.

## Научные труды
Автор свыше 250 опубликованных научных работ, имеет 2 патента и авторские свидетельства на изобретения.
- Ракита, Д. Р. Актуальность апитерапии в здравоохранении / Д. Р. Ракита // Пчеловодство. — 2009. — № 7.
- Ракита, Д. Р. Общая физиотерапия: учеб. пособие / Ряз. гос. мед. ун-т; под ред. Д. Р. Ракиты. — Рязань: РГМУ, 2009. — 138 с.
- Теоретические и практические основы апитерапии: монография / под ред. Д. Р. Ракиты, Н. И. Кривцова, Д. Г. Узбековой; ГОУ ВПО РязГМУ Росздрава. — Рязань: РИО РязГМУ, 2010. — 331 с.
- Ракита Д. Р. Инновационное образование в системе высшей медицинской школы: монография / Д. Р. Ракита, Л. В. Островская. — Рязань, РязГМУ, 2010.